# EliZe
Элиза ван дер Хорст (нидерл. Elise van der Horst; род. 22 июля 1982 года, Утрехт, Нидерланды), более известная под псевдонимом EliZe, — нидерландская певица. В 2010 году переехала в Лос-Анджелес, штат Калифорния.
В возрасте восьми лет её выбрали для участия в детском телешоу «Kinderen voor Kinderen», где она выступала в течение шести лет. Её последним выступлением на «Kinderen voor Kinderen» стала знаменитая песня «tietenlied». После этого она присоединилась к подростковому хору «Non Stop» и участвовала в двух любительских постановках мюзиклов «Чикаго» и «Отверженные».
В 2004 году EliZe записала альбом в Дании. Песни были написаны и спродюсированы Петером Хартманном и Яном Лангхоффом, которые также работали с Aqua. Первый сингл «Shake» был выпущен в 2004 году в Нидерландах. Хотя песня получила название «Dancesmash!» на Radio 538, сингл имел скромный успех, достигнув 32-го места в голландском Top 40. «Automatic (I’m Talking to You)», второй сингл, был выпущен в 2005 году в Нидерландах и также получил название «Dancesmash!» вскоре после своего выпуска. Песня стала её визитной карточкой, достигнув там 7-го места и став её самым продаваемым синглом на сегодняшний день. Это также первая песня, которая когда-либо попадала в чарты за пределами Нидерландов, попав в чарты Финляндии и Бельгии, среди прочих, в топ-20. Её третий сингл «I’m No Latino» был выпущен в августе 2005 года и стал TMF Superclip вскоре после своего выпуска. Песня не пользовалась таким успехом, как «Automatic», но все же достигла 14-го места в голландском Top 40 и продержалась в чарте 6 недель.
В 2006 году её сингл «Into Your System» достиг 18-го места в голландском Top 40. После успеха синглов EliZe выпустила свой долгожданный дебютный альбом In Control 29 сентября 2006 года в Нидерландах. Альбом достиг 66-го места в голландском Mega Album Top 100. За ним последовал сингл «Itsy Bitsy Spider», записанный при участии рэпера Джея Колина. Он не пользовался успехом в чартах.
В мае 2008 года она выпустила первый сингл со своего второго альбома «Lovesick». В Болгарии с этим синглом она достигла первой позиции и удерживала её в течение 6 недель. Это был её второй сингл, занявший первое место в этой стране. Следующими синглами стали «Hot Stuff», кавер-версия песни Донны Саммер, и «Can’t You Feel It?». Её второй альбом More Than Meets the Eye вышел 26 июня 2009 года в Нидерландах.
В 2007 году EliZe вела голландскую версию телешоу «Kids Top 20» и выиграла премию Nickelodeon Kids’ Choice Award в номинации «Лучшая певица», соревнуясь с голландским певцом №1 Марко Борсато и Хилари Дафф. В 2008 году EliZe вела первый сезон голландской версии всемирно известного телешоу «So You Think You Can Dance».
В 2009 году EliZe была признана самой желанной одинокой женщиной Голландии, получив премию Single & Famous Award.

## Дискография

### Альбомы
- In Control[4] (2006)
- More Than Meets the Eye (2009)

### Синглы
| Год  | Название                         | Позиции в чартах | Позиции в чартах | Позиции в чартах | Позиции в чартах | Позиции в чартах | Позиции в чартах | Позиции в чартах | Альбом                  |
| Год  | Название                         | NL 40            | NL 100           | GER              | BEL              | FRA              | FIN              | BUL              | Альбом                  |
| ---- | -------------------------------- | ---------------- | ---------------- | ---------------- | ---------------- | ---------------- | ---------------- | ---------------- | ----------------------- |
| 2004 | «Shake»                          | 32               | 32               | -                | -                | -                | -                | -                | In Control              |
| 2005 | «Automatic (I’m Talking to You)» | 7                | 8                | 63               | 18               | 67               | 11               | 7                | In Control              |
| 2005 | «I’m No Latino»                  | 14               | 11               | -                | 39               | -                | -                | 1                | In Control              |
| 2006 | «Into Your System»               | 18               | 15               | -                | -                | -                | -                | 2                | In Control              |
| 2006 | «Itsy Bitsy Spider»              | -                | 54               | -                | -                | -                | -                | -                | In Control              |
| 2008 | «Lovesick»                       | 31               | 15               | -                | -                | -                | -                | 1                | More Than Meets the Eye |
| 2008 | «Hot Stuff»                      | 27               | 11               | -                | -                | -                | -                | 19               | More Than Meets the Eye |
| 2009 | «Can’t You Feel It»              | -                | 65               | -                | -                | -                | -                | -                | More Than Meets the Eye |
| 2009 | «I Can Be a Bitch»               | -                | -                | -                | -                | -                | -                | -                | More Than Meets the Eye |

### Внеальбомные появления
Другие песни EliZe или с её участием:
| Год  | Песня                   | Альтернативный исполнитель          | Альбом                            |
| ---- | ----------------------- | ----------------------------------- | --------------------------------- |
| 2005 | «We’ve Got Tonight»     | Jim & EliZe                         | Dance With Me                     |
| 2006 | «No Good to Me»         |                                     | Itsy Bitsy Spider (сингл)         |
| 2007 | «Voor Mij»              | The Opposites                       | Begin Twintig                     |
| 2010 | «No Time to Waste»      | Seymour Bits feat. EliZe            | Seymour Bits                      |
| 2010 | «Loving Hands»          | Seymour Bits feat. Wiwalean & EliZe | Seymour Bits                      |
| 2012 | «Beautiful Day»         |                                     | Superpop (Party Hard) (сборник)   |
| 2012 | «Missing Me Now»        |                                     | Superpop (Girls Rule) (сборник)   |
| 2012 | «Rise to the Top»       |                                     | Superpop (Girls Rule) (сборник)   |
| 2013 | «I Just Wanna Have Fun» |                                     | Superpop (Girls Rule 2) (сборник) |